# بوط
البوط أو الحَفَأ أو عشبة البرك جنس نباتي من الفصيلة البوطية يضم حوالي 11 نوعاً، هي أعشاب تنمو بجانب البرك والمستنقعات والبحيرات الصغيرة ولكنها توفر قيمة غذائية عالية القيمة فتعتبر ثورة فريدة بالإضافة إلى عددٍ من الخصائص الغذائية الفريدة من نوعها والخصائص الطبية، حيث تم الاعتماد على تلك العشبة لسنوات يوجد منها عدد من الأنواع منها البوط الدمياطي وينمو في مصر وبلاد الشام وكثير من الأماكن في أوروبا واسمه العلمي Typha domingensis والبوط رفيع الأوراق ينمو في بلاد المغرب العربي وبلاد الشام ومصر واسمه العلمي Typha angustifolia والبوط عريض الأوراق وينمو في بلاد المغرب العربي والشام واسمه العلمي Typha latifolia والبوط الفيلي واسمه العلمي Typha elephantina وبوط لاكسمان يوجد في معظم أنحاء أوروبا  تختلف الاستخدمات الطبية للعشبة حسب النوع ولكن هناك قواعد عامة لدى كل الأنواع بعض الأنواع تؤكل في أوروبا منذ مئات السنين وبعضها تعتبر من رواد التغذية في أمريكا وبعضها يستخدم في التطبيقات الطبية، تختلف أوقات النمو حسب الطبيعة المتواجد بها النبات حسب أماكن الزراعة حول العالم.

## أسماء أخرى
التِيفا وعُشبَة البِرَك والديس.
من الفوائد الصحية لنبات البوط:
هناك عددٌ من الفوائد الصحية الأكثر إثارة لتلك العشبة تشمل قدرتها على الحد من الألم وعلاج الإلتهابات أو التقليل منها مع وقف النزيف وتسكين ألام الجروح وعلاج السرطان أوالحد من ظهور السرطان ومنع العدوى والنزيف البطئ وسوف نستعرض ذلك كله بالتفصيل:-
يمكن إستخدامة كمطهر: من أهم الفوائد الصحية لعشب البوط امكانية استخدامة كمطهر طبيعي، حيث ان المادة الهلامية تستخدم لتطهير الجروح ومناطق أخرى من الجسم التي تعتبر أحد مسببات الامراض والميكروبات، كما انها توضع موضعيًا على الجروح والإلتهابات لتخفيف من الألم.
علاج النزيف البطيء: حيث ان للعشبة قدرة هائلة على التخثر فهي تبطيء تدفق الدم وتعمل على علاج فقر الدم، ويعالج نزيف الحيض الثقيل ويقلل من شدته، كما أنه يحفز من الاستجابة لتجلط الدم في الجلد لوقف التزيف، حيث يحتمل ان يكون النزيف خطيرًا لدى بعض الاشخاص.
الحصول على البشرة الصحية: يحتوي العشب على ثورة من المواد والمغذيات والمركبات العضوية الموجودة به تساهم بشكل فعال في المحافظة على الجلد والقدرة على شفاء الدمامل والقروح الجلدية والندبات الصغيرة ولدغات الحشرات يتم وضع العشب موضعيًا على الموضع يمكن إضافة قليل من الطحين لها لأنه يحتوي على مضادات للإلتهابات كما يساعد دمجهم معًا على تقليل الألم وو شد المناطق المتضررة.
الحماية من السرطان: الدراسة والبحث ما زالت مستمرة بشأن تلك الموضوع مع ذلك، تعرف العشبة بالقدرة على منع حدوث السرطان حيث اكد عددًا من الباحثين الصنيين بعض النتائج الاولية حيث أن العشبة تحتوي على عدد من مضادات الاكسدة التي تمنع الخلايا السرطانية.
تحذير:
تنمو العشبة بجانب البرك والمستنقعات بالتالي تحتوي على مياة ملوثة، وبالتالي سموم لذلك يجب إختيار الانواع الجيدة من العشبة لتجنب المركبات الضارة التي قد تصل إليها من الماء، لذلك يجب استشارة خبير الاعشاب عن الانواع والاستهلاك للحد من الملوثات و  الامان مع تذكر دائمًا  لا افراط ولا تفريط مع ضرورة الاستخدام عند الضرورة فقط.

## من أنواعهالواطنةفيالوطن العربي
1. البوط الدمياطي (باللاتينية: Typha domingensis) في بلاد الشام ومصر والمغرب العربي وكثير من مناطق أوروبا
2. ينتمي إلى العائلة البوطية يتوزع في منطقة البحر الابيض المتوسط في المناخ الصحراوي العربي الصحراوي وعلى مستوى العالم يتواجد في المناخات المدارية المعتدلة يتواجد في يعض الاحيان كمساعد فرعي في النظام البيئي لشجرة المانغروف الاستوائية، عادة يتواجد في الموائل الرطبة القريبة من الضفاف وينمو قريباً منها، يتركز غطائها النباتي في مناطق مثل: شبه السهول الشجيرية هي نبتة غير ملحية كونها تقاوم الملح وهي نبتة مستنقعية غير عصارية في البيئات المناسبة هذا النبات يمكن ان يمون كل وحدة منه كبيرة بالحجم منفصلة، في النبات الاستوائية الخالية من الصقيع تنمو بشكل مستمر طيلة أيام السنة موسم ازهارها هو في الصيف من حزيران حتى تشرين الأول وتلقح عن طريق الرياح تتساقط اوراقها في الصيف وتتحوصل لتستطيع الإنبات من جديد لاحقاً في الطب الشعبي كانت تستخدم البيئة الانثى من هذا النبات وغيرها من البوطيات بشكل خارجي لمعالجة الجروح مثل الحروق المستخلص السائل من ثمارها، الزهور الانثوية والذكرية من هذا النبات تظهر نشاط ووجود عنصر الحديد وايصاً العناصر الفوق مؤكسدة والاكاسيد النترية وعمليات إخراج الغازات منهم. سيقان هذا النبات طويلة ورقيقة لونها اخضر وعلى قمتها راس مزه اسفنجي بني يشبة السجق هذا الجزء المزهر لا يحتوي على ايه اوراق وهو منتصب مدور يصل إلى ارتفاع ٢ متر داخلها ليس اجوف بل مليء بالانسجه الاسفنجية زهوره بنية فاتحة صغيرة الحجم احادية الجنس ومرتبك بشكل سميك لولبي على راس هذه السنبلة الزهرية الطويلة ازهارها له جزئيين: في الجزء العلوي الازهار الذكورية وتحتهم الازهار الانثويه وهناك فراغ بينهم الزهور لا بتلات لها.
3. البوط رفيع الأوراق (باللاتينية: Typha angustifolia) في بلاد الشام ومصر والمغرب العربي ومعطم مناطق أوروبا
4. البوط عريض الأوراق (باللاتينية: Typha latifolia) في بلاد الشام والمغرب العربي ومعظم مناطق أوروبا
5. البوط الفيلي (باللاتينية: Typha elephantina) في بلاد الشام ومصر والمغرب العربي
  1. الاسم العلمي Typha elephantina نوع نباتي من جنس البوط من الفصيلة البوطية

الموطن والانتشار
موطنه بلاد الشام والمغرب العربي والان منتشر في كثير من البلدان وهي تعتبر اصليه في الجزائر ومصر وليبيا وموريتانيا والسنغال وتشاد واريتريا واثيوبيا وتركمانستان وطاجيكستان وأوزبكستان وفلسطين والمملكة العربيه السعودية واليمن وتنمو في الأراضي الرطبة في المياه العذبخ وعلى ضفاف البحيرة والمسابح المائية.
الوصف:
هو نوع من النباتات المائية العشبية الناشئة القوية معمرة الجذور مع اوراق منتصبة وواسعة وبسيطة جدا وزاوية اسطوانية من الزهور الصغيرة العديدة التي تم تلقيحها بواسطة الرياح الذكريات المذكورة اعلاه والانوثة أدناه بمقاييس مثل الزهرة أو يزرع والفاكهة التي هي مثل مع gynophore والاسلوب و perianth المستمر في الفاكهة يتم توزيعها في المستنقعات والاراضي الرطبة في معظم انحاء العالم مما يؤدي إلى تكوين مستعمرات كثيفة في بعض الاحيان لا يمكن اختراقها.
الاستخدام:
وتستخدم اوراقها كمادة نسيجية تقليديا كان أهم استخدامهو صناعة الاقمشة للكراسي والسلال وغيرها منالمعدات يستخدم كخضر مع نسبة عالية من النشا يتمحصادها بين الخريف والشتاء تستهلك في بعضالاحيان المطبوخة ويستخدم حبوب اللقاح كمكمل غذائي مختلطة مع الطحين ويمكن أيضا استخدام النوراتالعشبية اليافعة كغذاء.
1. بوط لاكسمان (باللاتينية: Typha laxmannii) في بلاد الشام ومعظم مناطق أوروبا